# Chie Shinohara
Chie Shinohara (篠原千絵?, Shinohara Chie; Prefettura di Kanagawa, 15 febbraio ...) è una fumettista giapponese del filone shōjo, famosa per le sue tematiche horror e thriller con cui contamina le vicende narrate nelle sue opere.

## Carriera
Esordisce nel 1981 con Yami No Purple Eye. La sua carriera prosegue con diverse opere brevi e brevissime, raccolte poi in un'unica antologia intitolata Shinohara Chie Kessaku. È da questo momento della sua carriera che comincia la sua strada nel genere horror, caratteristica che accompagnerà quasi tutte le sue opere future. La popolarità le arriva nel 1987 quando Yami No Purple Eye conquista lo Shogakukan Manga Award. Il vero riconoscimento del pubblico, però, giunge con la serializzazione delle sue due opere di maggiore successo e ambizione, ovvero Il sigillo azzurro ed Anatolia Story; quest'ultima segna anche il suo ingresso nelle vicende di carattere storico, vista l'ambientazione nel perduto mondo degli Ittiti. La sua ultima opera edita, Romance of Darkness rappresenta il suo ritorno alle tematiche orrorifiche e alle storie della mitologia, sia giapponese sia occidentale, e la sua pubblicazione è terminata nel 2005.
Con Yume no shizuku, kin no torikago, la cui pubblicazione è iniziata nel 2010, la Shinohara si è dedicata nuovamente a tematiche e personaggi storici realmente esistiti, focalizzando la narrazione nell'Impero Ottomano del XVI secolo, scegliendo come protagonista Roxelana, la concubina e sposa del sultano Solimano il Magnifico.

## Stile e tematiche
La caratteristica insita in tutte le opere di quest'autrice è la presenza di tematiche horror e thriller che l'hanno consacrata come "regina dello shōjo-horror".
La sua grande capacità di mescolare elementi provenienti dalle credenze popolari orientali e occidentali le ha permesso di creare opere eterogenee per quanto riguarda i contrasti e le abilità dei vari personaggi, a volte ispirati a storie giapponesi (come la leggenda degli oni ne Il sigillo azzurro) oppure occidentali (gli esseri umani in grado di tramutarsi in animali come ne La leggenda rosso sangue).
Le eroine della Shinohara presentano molti punti di discontinuità con le altre ragazze dei manga, poiché le protagoniste conduce una lotta contro un male che non le minaccia dall'esterno, ma è tutto interiore: il più grande nemico da sconfiggere è il mostro che si annida dentro di loro e solo liberandosi da quello riusciranno a compiere la loro missione o a mettere fine alla vicenda.
Il tratto di questa autrice è morbido e sottile, le tavole sono ricche di dettagli di contorno e viene messa molta cura nel tratteggio degli oggetti, come accade in Anatolia Story con lo studio e la riproduzione scientificamente verosimile dei monili indossati. Gli sfondi delle varie situazioni sovente rappresentano graficamente gli stati d'animo dei vari protagonisti, alternando ambientazioni cupe ad altre malinconiche.
Nonostante vengano assimilate al genere shōjo, le opere della Shinohara hanno riscosso successo sia tra il pubblico femminile sia tra quello maschile grazie alle trame originali, ai personaggi tratteggiati con efficacia, e a una certa dose di violenza dovuta alle tematiche trattate.

## Opere
In grassetto le opere pubblicate in Italia.

### Fumetti
- 1984~1987 - Yami no Purple Eye (闇のパープル・アイ?), 12 volumi

È l'opera con cui la Shinohara vince lo Shogakukan Manga Award e che la consacra come regina dello shōjo-horror, dove vengono espresse le tematiche che ricorreranno in quasi tutte le sue opere seguenti.
- 1984 - Hōmonsha wa mayonaka ni (訪問者は真夜中に?), 1 volume

Prima delle quattro raccolte di storie brevi intitolata Shinohara Chie kessaku shū (篠原千絵傑作集? "Raccolta dei capolavori di Chie Shinohara"). Contiene Hōmonsha wa mayonaka ni, Soshite go kai no suzu ga naru e Yasashī satsujusha.
- 1986 - Mokugekisha ni sayōnara (目撃者にさようなら?), 1 volume

Seconda delle quattro raccolte della Shinohara. Contiene cinque sue storie, la prima dà il nome al volume, seguono poi Fuyu no hana wa requiem, Crystal Doll, Nemuru machi e Kurenai densetsu (quest'ultima risale al 1981 ed è stata la prima creazione dell'autrice).
- 1986 - Nanika ga yami de mite iru (なにかが闇で見ている?), 1 volume

Terza delle quattro raccolte. Contiene quattro storie brevi.
- 1987~1991 - Umi no yami, tsuki no kage (海の闇、月の影?), 18 volumi

Storia lunga della Shonohara che tratta dei poteri psichici delle due protagoniste gemelle Lumi e Luka. È una delle opere horror più famose di quest'autrice e ne è stato tratto anche un OAV.
- 1988~1991 - Ryōko no shinrei jikenbo (陵子の心霊事件簿?), 4 volumi

Storia che parla delle metamorfosi di uomini in animali e viceversa, utilizzando elementi della cultura occidentale ispirati ai Racconti del terrore di Edgar Allan Poe.
- 1992 - 3 nin me ga kieta (3人目が消えた?), 1 volume

Quarta ed ultima raccolta di storie brevi, di cui la prima dà il titolo a tutto il volume; tra le altre si citano Kōtta natsu no hi e Satsui ni wa aoi Ribbon wo kakete.
- 1992~1994 - Ao no fūin (蒼の封印?), 11 volumi; edita in Italia dalla Star Comics con il titolo Il sigillo azzurro

Un ritorno alle leggende orientali con la misteriosa storia della regina degli oni e delle quattro famiglie che governano gli equilibri del mondo; questa tematica, particolarmente cara ad alcuni mangaka del Sol Levante, è anche il centro di altre opere come Fushigi yûgi e ritorna in altre quali Beyblade. È l'opera che ha reso la Shinohara un'autrice affermata, facendo sì che le sue opere venissero esportate e tradotte anche il altri paesi.
- 1995~2002 - Sora wa akai kawa no hotori (天は赤い河のほとり?), 28 volumi; edita in Italia da Star Comics con il titolo Anatolia Story

Forse l'opera più ambiziosa dell'autrice che conta quasi 30 volumi e che lascia momentaneamente le tematiche orrorifiche per camminare sul genere di ambientazione storica, qui addirittura imperniato sulla misteriosa storia degli ittiti e di una ragazza dei giorni nostri catapultata ad Ḫattuša per colpa di un incantesimo. Con questa opera la Shinohara ha conosciuto la fama e il successo internazionale.
- 1996 - Tōbō kyūkō (逃亡急行?), 1 volume

Intermezzo dell'autrice che continua a pubblicare anche durante la lunga serializzazione di Anatolia Story. Si tratta della raccolta di due storie principalmente di carattere thriller.
- 2003 - Akatsuki ni tatsu Lion (暁に立つライオン?), 1 volume

Nuova raccolta di storie brevi, questa volta di carattere storico, ambientate negli stessi luoghi di Anatolia Story.
- 2003~2005 - Mizu ni sumo hana (水に棲む花?), 5 volumi; edita in Italia da Star Comics con il titolo Romance of Darkness

Con questa serie, terminata nel 2005, l'autrice ritorna agli albori rispolverando le ambientazioni horror a lei così care. L'opera ha ottenuto un notevole successo derivatole anche dalla popolarità di quest'autrice dopo la serializzazione di altri suoi progetti precedenti.
- 2006~in corso - Kiri no mori Hotel (霧の森ホテル?), 2 volumi in corso di pubblicazione

Serie pubblicata in Giappone su Petit Comic che sta riscuotendo grande successo. Si tratta di una nuova avventura horror, come suggerisce anche il titolo ("Hotel Bosco nebbioso").
- 2008~in corso - Koku da mari no hime (刻だまりの姫?), 2 volumi in corso di pubblicazione

Contemporaneamente e sulla stessa rivista di Kiri no mori Hotel la Shinohara sta realizzando anche questa seconda opera.
- 2010~in corso - Yume no shizuku, kin no torikago (夢の雫、黄金の鳥籠?), 4 volumi in corso di pubblicazione

### Romanzi
Dagli anni novanta la Shinohara è autrice anche di romanzi horror editi dalla Shogakukan.
- 2008 - Kaette kita musume (還ってきた娘?); 6 volumi

Serie di romanzi.
- 2008~in corso - Sora wa akai kawa no hotori Gaiden (天は赤い河のほとり 外伝?); 3 volumi in corso di pubblicazione

Racconti dal mondo di Anatolia Story. Sono finora usciti i tre volumi (nell'ordine) Ma ga toki no reimei, Zoku ma ga toki no reimei e Tsuitachi no tsuki.